# سيف دوم
سيف دوم (بالإنجليزية: Safedom) شركة صينية متخصصة في إنتاج الواقي الذكري . تأسست عام 2006 ومقرها في العاصمة الصينية بكين .